# Tiribazos
Tiribazos (grekiska Τιριβαζος, latin Tiribazus) var en persisk satrap (ståthållare) i Armenien omkring år 400 f.Kr., och senare i Mindre Asien. Utifrån den ställningen utövade han ett inte obetydligt inflytande på Greklands angelägenheter. Under hans medverkan slöts år 387 f.Kr. den så kallade Antalkidiska freden.
Tiribazos stod högt i anseende hos konung Artaxerxes II på grund av många viktiga tjänster, och hade fått löfte om en av konungens döttrar till gemål. Då detta löfte inte infriades ingick han med konungens son Dareios en sammansvärjning. Sammansvärjningen upptäcktes och kostade honom och Dareios livet.